# Оранж нимфа
Оранж нимфа (Coenonympha leander) је дневни лептир из породице шаренаца (Nymphalidae).

## Опис
Боја крила је светлија него код других нимфи, па је препознатљива већ у лету. Окца су ситна, уједначене величине и распоређена у правилан лук. Распон крила је 32–35 mm.

## Распрострањење
Живи у источној Европи, тако да кроз Србију пролази западна граница њеног ареала. Налази у Србији су претежно из источног дела.

## Биологија
Најчешће станиште су јој суви и топли каменити и травнати терени. Лети у једној генерацији од маја до јула. Гусеница се храни појединим травама.